# Evgenij Platov
Evgenij Arkad'evič Platov (in russo Евгений Аркадьевич Платов?; Odessa, 7 agosto 1967) è un ex danzatore su ghiaccio russo, fino al 1991 sovietico.

## Palmarès
Con Oksana Griščuk
Per l'Unione Sovietica (URS), la Comunità degli Stati Indipendenti (CIS), e la Russia (RUS).
| Internazionali                         | Internazionali | Internazionali | Internazionali    | Internazionali | Internazionali | Internazionali | Internazionali | Internazionali | Internazionali |
| Evento                                 | 1989–90 (URS)  | 1990–91 (URS)  | 1991–92 (URS/CIS) | 1992–93 (RUS)  | 1993–94 (RUS)  | 1994–95 (RUS)  | 1995–96 (RUS)  | 1996–97 (RUS)  | 1997–98 (RUS)  |
| -------------------------------------- | -------------- | -------------- | ----------------- | -------------- | -------------- | -------------- | -------------- | -------------- | -------------- |
| Giochi olimpici invernali              |                |                | 4°                |                | 1°             |                |                |                | 1°             |
| Campionati mondiali                    | 5°             | 4°             | 3°                | 2°             | 1°             | 1°             | 1°             | 1°             |                |
| Campionati europei                     | 5°             | 5°             | 3°                | 2°             | 2°             |                | 1°             | 1°             | 1°             |
| GP Finale                              |                |                |                   |                |                |                | 1°             |                | 1°             |
| GP Trophée de France / Trophée Lalique |                |                |                   |                |                |                | 1°             |                | 1°             |
| GP NHK Trophy                          | 2°             |                | 2°                |                | 1°             |                |                |                | 1°             |
| GP Skate America                       |                |                |                   |                |                |                | 1°             |                |                |
| Goodwill Games                         |                | 4°             |                   |                |                |                |                |                |                |
| Centennial On Ice                      |                |                |                   |                |                |                | 1°             |                |                |
| Nazionali                              |                |                |                   |                |                |                |                |                |                |
| Campionati russi                       |                |                |                   | 1°             |                |                | 1°             |                |                |
| Campionati sovietici                   | 3°             | 2°             | 1°                |                |                |                |                |                |                |
| GP = Champions Series (Grand Prix)     |                |                |                   |                |                |                |                |                |                |

Con Larisa Fedorinova
| Internazionali         | Internazionali | Internazionali | Internazionali |
| Evento                 | 1986–87        | 1987–88        | 1988–89        |
| ---------------------- | -------------- | -------------- | -------------- |
| Campionati mondiali    |                |                | 6°             |
| International de Paris |                | 4°             |                |
| Karl Schäfer Memorial  |                |                | 1°             |
| Novarat Trophy         | 3°             |                |                |
| Prize of Moscow News   |                |                | 2°             |
| Nazionali              |                |                |                |
| Campionati sovietici   |                | 4°             | 4°             |

Con Elena Krykanova
| Evento                     | 1983–84 | 1984–85 | 1985–86 |
| -------------------------- | ------- | ------- | ------- |
| Campionati mondiali junior | 1°      | 1°      | 1°      |